# Tony Park
Tony Park est un écrivain australien. Il a travaillé comme journaliste, consultant en relations publiques, écrivain indépendant, et attaché de presse du gouvernement, en plus d'écrire de nombreux romans et livres de non-fiction,.

## Biographie
Tony Park est né en 1964 à Taupo, en Nouvelle-Zélande, puis il déménage à Sydney, en Australie, à l’âge de trois ans et grandit à Campbelltown, au sud-ouest de Sydney. Plus tard il travaille comme journaliste au St George and Sutherland Shire Leader de 1987 à 1988. Il fut aussi attaché de presse du premier ministre de la Nouvelle-Galles du Sud, Nick Greiner, de 1988 à 1991. Il travaille ensuite comme attaché de presse pour le ministre de la Justice et de la Police du NSW de 1991 à 1993. Il fut journaliste pour le Bucks Herald et le Bucks Advertiser à Buckinghamshire, au Royaume-Uni, de 1993 à 1994. 
Tony Park abandonne sa carrière de journaliste en 1996 pour poursuivre son rêve de devenir écrivain à temps plein. Son premier roman, qui se déroule dans l’Outback pendant la Seconde Guerre mondiale, ne fut pas publié. Son second roman, écrit durant un voyage en Afrique en 1998, fut accepté par Pan Macmillan Australia et publié en 2004 sous le titre de Far Horizon. Lui et sa femme passent depuis lors la moitié de l’année dans une réserve naturelle privée près du parc national Kruger en Afrique du Sud,. Il collabore à des organismes qui s’intéressent à la faune d'Afrique et à ses habitants.

## Œuvre

### Romans
- Far Horizon, Pan Macmillan 2004
- Zambezi, Pan Macmillan 2005
- African Sky, Pan Macmillan 2006
- Safari, Pan Macmillan 2007
- Silent Predator, Pan Macmillan 2008
- Ivory Pan Macmillan 2009
- The Delta, Pan Macmillan 2010
- African Dawn, Pan Macmillan 2011
- Dark Heart, Pan Macmillan 2012
- The Prey, Pan Macmillan 2013
- The Hunter, Pan Macmillan] 2014
- An Empty Coast, Pan Macmillan 2015
- Red Earth, Pan Macmillan 2016
- The Cull, Pan Macmillan 2017
- Captive, Pan Macmillan  2018
- Scent of Fear, Pan Macmillan, 2018
- Ghosts of the Past, Pan Macmillan, 2019
- Last Survivor, Pan Macmillan, 2020

### Non-fiction
- Part of the Pride: My Life Among the Big Cats of Africa, with Kevin Richardson, 2009
- War Dogs, with Shane Bryant, 2010 (re-released 2010)
- The Grey Man, with John Curtis, 2011
- Bush Vet, with Dr Clay Wilson, 2013
- Courage Under Fire, with Daniel Keighran, VC, 2020